# Final Fantasy: The Spirits Within
Final Fantasy: The Spirits Within er en film fra 2001 baseret på Final Fantasy-spillene. Filmen har en historie for sig selv, ligesom spillene ikke er direkte fortsættelser til hinanden. Det opsigtsvækkende ved filmen er dens tekniske innovation i forhold til realistisk computergenereret grafik. På trods af dette blev filmen ingen stor succes.
Den er produceret af de oprindelige Final Fantasy-spils skaber og instruktør Hironobu Sakaguchi. Den største forskel på spillenes og filmens historie er at filmen foregår på Jorden i fremtiden – i modsætning til spillene, der foregår i forskellige eventyrverdener.